# Piazza Beyazit
Piazza Beyazit (in turco Beyazıt Meydanı), ufficialmente nota come "Piazza della Libertà" (in turco Hürriyet Meydanı) è la piazza di Istanbul, ubicata nel distretto Fatih su cui affaccia la Moschea di Bayezid II. Occupa il sito dell'antico Foro di Teodosio (già Forum Tauri di Costantino il Grande) e deve il suo aspetto attuale all'architetto Turgut Cansever che ne curò il riassetto nel 1958. Sugli altri lati della piazza si affacciano l'Università di Istanbul e la Torre di Beyazit. Sulla piazza si affacciano anche gli appartamenti Tayyare.
La piazza è stata sito di drammatici eventi legati alla recente storia della Turchia:
- nel 1915 vi vennero impiccati venti esponenti del Partito Socialdemocratico Hunchakian (v. Genocidio armeno)[1];
- nel 1969 vi si consumarono gli scontri della Domenica di sangue[2];
- nel 1978 vi si consumò il Massacro di Beyazit ad opera del gruppo terroristico dei Lupi grigi[3][4].